# Східний вітер
Східний вітер (нім. Ostwind) — німецький художній фільм 2013 року режисера Каті фон Гарньє. Це перший фільм із серії «Східний вітер».

## Сюжет
Непокірна Міка Шварц (головна героїня) провалила навчальний рік. Замість того, щоб поїхати до табору відпочинку з подругою, як планувалося, тепер вона має провести літні канікули за навчанням. Батьки, обидва амбітні вчені, віддають її до конюшні її бабусі Марії Кальтенбах, колишньої успішної конкуристки, якій довелося кинути кар'єру через нещасний випадок з Освіндом. Там, на конезаводі Кальтенбах, Міка має знайти необхідний для навчання «спокій та дисципліну». Щоб Міка справді щось робила для школи, Марія Кальтенбах доручила конюху Сему (Семуелю) доглядати за внучкою.
Міка таємно дружить із сором'язливим жеребцем Оствіндом, конем, якого звинувачують у нещасному випадку з Марією і відтоді вважають марним і небезпечним. Тільки дід Сема, містер Каан, тренер з верхової їзди, який не згоден з Марією через власні духовні методи навчання і від якого Сем також віддалився, визнає тісний духовний зв'язок між Мікою та Оствіндом. Міка відразу дізнається справжню причину безнадійності Оствінда, він хоче вибратися з конюшні на волю. Міка відпускає коня, але завдяки їх тісному зв'язку легко знову знаходить його на волі, але все ж таки не приводить назад у стайню. Містер Каан визнає великий талант Мікі та її повне розуміння мови коней.
Щоб врятувати коня від загрози продажу на бойню, Міка хоче взяти участь у майбутньому турнірі з конкуру і таким чином довести, що Оствінд не безнадійний. Містеру Каану вдається навчити Міку їздити верхи менш як за чотири тижні.
Коли Марія вперше бачить свою онуку в Оствінді напередодні турніру, вона погоджується, щоб вони обидві боролися за жеребця на турнірі, тим паче що вона розчарована поганим виступом своєї протеже Мішель і тому сподівається, що їй усе-таки вдасться домогтися перемоги для Кальтенбаха. Вона також починає бачити в Міці наступника, яким ніколи не могла стати її дочка Елізабет, мати Міка.
Але ревнива Мішель підмішує в ногавки Оствінда мазь, що сильно подразнює кров, тож кінь стає причиною нещасного випадку на турнірі, в якому Сем отримує небезпечну травму. Стривожена тим, що жеребця все-таки продадуть на бойню, Міка біжить на спині Оствінда і ховається на базі відпочинку своєї подруги. Мати Міки дізнається про її зникнення і приїжджає до Кальтенбаха, де їм із Марією спершу доводиться розібратися в їхніх власних складних стосунках між матір'ю та донькою. Тим часом в Оствінда починаються коліки, і внаслідок через сильний зв'язок з Оствіндом у Міки теж трапляється зрив. Телефонують матері Міки, приїжджають разом із ветеринаром стайні та везуть її до лікарні. Там Міка зустрічає одужалого Сема. Міка тим часом також знову у формі, і вони приходять до висновку, що Мішель, мабуть, зіпсувала ногавки.
Щоб реабілітувати Оствінда, Міка втікає з лікарні, ненадовго відвернувши своїх батьків на Сема, і бере таксі до Кальтенбаха. Однак там їй доводиться усвідомити, що її бабуся вже продала Оствінда м'ясникам, і вони вже забрали його з собою. Спустошена та невтішна, Міка повертається додому з батьками. Тепер Марії доводиться з болем усвідомлювати, наскільки глибокі стосунки між Мікою та Оствіндом, але тепер саме Міка більше не дає їй ні на що шансу і просто хоче піти. Мовчазна і млява, вона сідає за кермо, поки раптово не усвідомлює, що машина повинна зупинитися через пробку на дорозі. В черговий раз дається взнаки її сильний зв'язок з Оствіндом. Через невпевнене почуття вона виходить з автомобіля і біжить через поля до загону містера Каана, нічого не підозрюючи, але передчуваючи. За кілька миттєвостей, на подив і полегшення Міки, з підліску вибігає Освінд. На загальному тлі пейзажу з висоти пташиного польоту видно, що причиною пробки стала перекинута будка мясника, яку явно розбив Освінд. Кінь втік.
Мішель виключають із команди, і Марія знову звертається до пана Каана. Міка нарешті бачить свою матір такою, яка вона є насправді, так само як і мати Міки нарешті впізнає Марію. Усі визнають здібності Міки і дуже дивуються. Усі дуже дивуються, коли Міка бере участь у турнірі на Оствінді, який не носить ні сідла, ні вуздечки, але при цьому все робить правильно.

## У ролях
| Актор            | Роль                         |
| ---------------- | ---------------------------- |
| Ганна Бінке      | головна роль Міка Шварц      |
| Марвін Лінке     | головна роль Сем             |
| Корнелія Фробесс | бабуся Ніки Марія Кальтенбах |
| Тіло Прюкнер     | дід Сема Пан Кан             |
| Ніна Кронягер    | мати Ніки Елізабет Шварц     |
| Юрген Фоґель     | батько Ніки Філіп Шварц      |
| Марла Менн       | Мішель                       |
| Генрієтта Мораве | Тінка                        |
| Амбер Бонґард    | Фанні                        |
| Детлев Бак       | Доктор Андерс                |
| Мартін Буцке     | викладач                     |
| Петер Майнгардт  | кінний тренер Гессен         |

## Зйомки
Фільм «Східний вітер» був знятий влітку 2012 року на основному об'єкті Ґут Вайтцродт (Ґут Кальтенбах) в Імменгаузені, на Бебербекер Гуті біля Бебербека в лісах Райнгардсвальд і Гельфенштайнен на горі Високий Дернберг поблизу Зіренберґа (усе в районі Кассель, Гессен), а також у Фрисландії.
21 березня 2013 року фільм вийшов у прокат у Німеччині, де до кінця травня того ж року його переглянули понад 750 000 глядачів. У 2013 році в німецькому прокаті в усій країні фільм відвідали 820 121 особа, що зробило його 41-м найбільш відвідуваним фільмом року. Згідно з дослідженням Федеральної ради з кінематографії Німеччини, «Східний вітер» здобув найкращу оцінку глядачів серед усіх фільмів, показаних у німецьких кінотеатрах у 2013 році, — 1,31 бала, як і «Відпадний препод». Фільм доступний для перегляду на Disney+ з 25 вересня 2020 року.

## Кіномузика
До фільму випущений компакт-диск із однойменною назвою (Східний вітер — Разом ми вільні; нім. Ostwind — Together we are free) із саундтреком.

## Відгуки
|                              | «Східний вітер» — це фільм про коней, що закарбував у привабливих образах магію верхової їзди на лоні природи. Також чудовий акторський склад, особливо виділяється молода зірка Ганна Бінке в її першій головній ролі. Однак ці сильні сторони зменшуються через надмірно вибудуваний сценарій і нав'язливу музикую»Оригінальний текст (нім.) «Ostwind ist ein Pferdefilm, der die Magie des Reitens in freier Natur in beeindruckenden Bildern einfängt. Auch der Cast ist toll, vor allen anderen Jungstar Hanna Binke in ihrer ersten Hauptrolle. Diese Stärken werden allerdings durch das überkonstruierte Skript und die aufdringliche Musik geschmälert.» |
| — Грегор Торінус, Filmstarts | |

|                                    | «Кінний фільм про коней, зроблений у Німеччині. Фокус на глибоких взаємовідносинах між конем і людиною допомагає протягом багатьох сирих хвилинах фільму.»Оригінальний текст (нім.) «Solider Pferdefilm made in Germany. Der Fokus auf die tiefe Beziehung zwischen Pferd und Mensch hilft über so manch kitschige Filmminute hinweg.» |
| — Косима Громанн, CountryMusicNews | |

|                                  | «Казковий фільм для дівчаток про взаємне приборкання, захоплива розповідь, хоча драматургічно не зовсім завершена.»Оригінальний текст (нім.) «Märchenhafter Mädchenfilm über eine gegenseitige Zähmung, spannend erzählt, wenngleich dramaturgisch nicht ganz rund.» |
| — Енциклопедія міжнародного кіно | |

## Нагороди
Фільм отримав оцінку «особливо цінний» від Німецького рейтингу кіно та медіа. На Мюнхенському кінофестивалі 2013 року «Східний вітер» був удостоєний дитячої медіа-премії «Білий слон» у номінаціях «Найкращий режисер» та Н«айкращий дебютант» (Ганна Бінке). Фільм також отримав «Золоту кінопремію» Лейпцизького кінофестивалю за найкращий дитячий фільм та Німецьку кінопремію 2014 року за найкращий дитячий фільм.

## Продовження
Не передбачалося, що «Східний вітер» матиме продовження, але через величезний успіх книги до фільму, яка місяцями трималася в списках бестселерів, видавництво CBJ опублікувало продовження фільму у формі роману в березні 2014 р. Книга написана авторами оригінального сценарію Леа Шмідбауер та Крістіною Магдаленою Генн. Роман піднявся на 2 місце в списку бестселерів художньої літератури «Börsenverein» в тому ж місяці публікації. У червні 2014 року компанія Constantin Film анонсувала вихід сиквела. Фільм «Східний вітер 2» вийшов на екрани кінотеатрів 14 травня 2015 р. Всього до 2021 року було створено п'ять повнометражних фільмів та шість книг серії «Східний вітер».